# Alone in the Dark 3
Az Alone in the Dark 3 (más névváltozattal: Alone in the Dark: Ghosts in Town)  a harmadik epizódja az Alone in the Dark-játéksorozatnak, mely az Infogrames fejlesztésében és gondozásában jelent meg 1994-ben. Eredetileg MS-DOS alá fejlesztették, de 1995-ben elkészült a PC-98 port, 1996-ban pedig a teljes értékű Windows 95 és Mac OS-port is. 2000 áprilisában a PC Guru teljes játék melléklete volt.

## Játékmenet
Ennek az epizódnak a témája vadnyugati, Edward Carnbynak törvényenkívüli zombi-cowboyokkal kell felvennie a harcot, akik revolverrel és puskákkal támadnak rá. A játék közepétől a hagyományos kóborló élőhalottak is visszatérnek, illetve érdekesség, hogy egy rövid ideig Carnby helyett egy pumát kell irányítanunk. A legutolsó pályákon a radioaktivitás és a hatásukra keletkező szörnyek is bekerülnek a játékba.

## Cselekmény
1925-öt írunk. Edward Carnby már közismert magánnyomozója a természetfelettivel kapcsolatos bűnügyeknek. Ezúttal azzal keresik meg őt, hogy járjon utána, mi történt egy filmet forgató stábbal a Mojave-sivatagban található Slaughter Gulch városkájában. Az eltűntek között ott van a film egyik szereplője, Emily Hartwood, akit az első részben irányíthattunk. Carnby a helyszínre utazik és felfedezi, hogy a városkán átok ül, amit egy gonosz cowboy és iparmágnás, bizonyos Jed Stone szabadított a városra. Jed Stone, aki az előző részekben látható Ezechiel Pregzt és Elizabeth Jarred gyermeke, építtette a várost egy indián temető helyén, egy arany madár formájú medált kiásott a földből, az őslakosokat pedig lemészároltatta. Az aranyláz idején felfuttatott városkának egy sajnálatos incidens vetett véget: Stone-t és embereit elüldözték a városból, a bányát pedig berobbantották.
Jed Stone most ismét szabadon garázdálkodik. Miközben Carnby a nyomában jár, tőrbe csalják és végeznek vele. Ám egy indián segítségével egy puma testébe kerül a szelleme, amivel vissza kell szereznie az arany madár formájú amulettet. Az indián szertartásának hála Carnby feltámad, majd egyesül zombi-cowboy énjével s Stone nyomába ered a bányákban. Mint kiderül, az ott található radioaktív érc hatására az ott dolgozók mutálódtak, Stone terve pedig az, hogy a Szent András-törésvonal mentén lerobbantja egész Kaliforniát a kontinensről.

## Megjelenés
Ez volt az első epizód, mely már nem jelent meg floppylemezeken, csak CD-n. Ennek köszönhetően a játék jó minőségű zenéket és leszinkronizált betéteket kapott. Ugyancsak ez volt az első olyan epizód, amely konzolokra nem jelent meg. Európán kívül az Interplay forgalmazta.

## Fordítás
- Ez a szócikk részben vagy egészben  az   Alone in the Dark 3 című angol Wikipédia-szócikk ezen változatának fordításán alapul.  Az eredeti cikk szerkesztőit annak laptörténete sorolja fel. Ez a jelzés csupán a megfogalmazás eredetét és a szerzői jogokat jelzi, nem szolgál a cikkben szereplő információk forrásmegjelöléseként.